# Johannes Pedersen
No s'ha de confondre amb el seu company d'equip als Jocs Olímpics d'Estiu de 1912 Hans Pedersen o amb Hans Eiler Pedersen, un altre gimnasta danès.
Johannes Pedersen (Kimmerslev, Køge, Regió de Selàndia, 26 d'abril de 1892 – Roskilde, Regió de Selàndia, 17 de gener de 1982) va ser un gimnasta artístic danès que va competir a començaments del segle xx.
El 1912 va prendre part en els Jocs Olímpics d'Estocolm, on va guanyar la medalla de plata en el concurs per equips, sistema suec del programa de gimnàstica.